# Kai Gehring
Kai Gehring (sinh ngày 26 tháng 12 năm 1977) là một chính khách người Đức của Đảng Xanh, người đã phục vụ như một thành viên của Quốc hội Đức từ năm 2005.

## Tuổi thơ và giáo dục
Sau khi nhận được Abitur ở Velbert, Gehring học chuyên ngành khoa học xã hội tại Đại học Ruhr Bochum, lấy bằng Ngoại giao năm 2003.